# Харманлийско
 Тази статия е за историко-географската област.  За общината вижте Харманли (община).  
Харманлийско е историко-географска област в Южна България, около град Харманли.
Територията ѝ съвпада приблизително с някогашната Харманлийска околия – основната част от днешните общини Харманли (без селата Дрипчево и Изворово от Свиленградско) и Симеоновград, както и селата Бял кладенец, Воденци, Войводенец, Голобрадово, Долно поле, Долно Черковище, Лясковец, Маджари, Пчелари, Пътниково, Рабово, Светослав и Силен в община Стамболово; Голяма долина, Горни Главанак, Горно поле, Долни Главанак, Долно Съдиево, Ефрем, Златоустово, Малко Брягово, Румелия, Ръженово, Селска поляна и Тополово в община Маджарово; Главан, Искрица, Медникарово, Мъдрец, Обручище, Помощник и Разделна в община Гълъбово; Бряговец, Кожухарци, Котлари, Орешари и Странджево в община Крумовград; Българска поляна, Владимирово, Орлов дол и Светлина в община Тополовград; Долно Белево, Златополе и Райново в община Димитровград; Елена в община Хасково; и Белица в община Любимец. Разположена е в югоизточния край на Горнотракийската низина. Граничи със Старозагорско и Новозагорско на север, Елховско и Свиленградско на изток, Ивайловградско и Крумовградско на юг и Кърджалийско и Хасковско на запад.